# 亞彭島

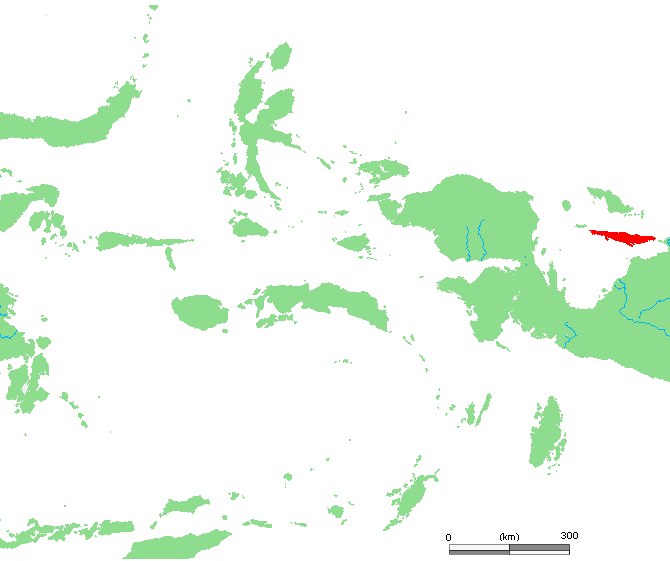
亞彭島位置

亞彭島是印度尼西亞的島嶼，位於西新畿內亞斯考滕群島以南的極樂島灣，西面是努姆島，東南面是安拜群島，西南面是庫蘭群島，島上最高點海拔高度1,496米。由亚彭群岛县负责管理，岛上主要城市是塞鲁伊。